# Кельвин и Хоббс
«Кальвин и Хоббс» или «Кельвин и Хоббс» (англ. Calvin and Hobbes) — ежедневный комикс, который придумывал и рисовал американский художник Билл Уоттерсон.
В комиксе отражены выходки и проказы шестилетнего мальчика Кальвина и его плюшевого тигра Хоббса. Комикс публиковался с 18 ноября 1985 по 31 декабря 1995 года, на пике популярности он выходил в более чем 2400 газетах по всему миру. На данный момент продано более 30 млн копий 18 издававшихся книг комикса. Сами Кельвин и Хоббс появляются в большинстве выпусков комикса, лишь иногда акцент смещается на родителей Кельвина. Широкий набор тем комикса отражает полёты фантазии Кельвина, его дружбу с Хоббсом, его проказы, его взгляд на разнообразные политические и культурные вопросы.
Один из повторяющихся мотивов — двойственная сущность Хоббса. Кельвин видит его как живого тигра, в то время как остальным он представляется как набитая ватой игрушка.
В России комикс с 1999 по 2016 год издавался в печатном издании «Классный журнал».

## Об авторе
Билл Уоттерсон (англ. Bill Watterson) — американский художник. Родился в Вашингтоне (округ Колумбия), в 1958 году, где его отец, Джеймс Уоттерсон, работал патентным агентом.
В 1965 году их семья переехала в штат Огайо, потому что мать Билла, Кэтрин, считала что маленький городок — это идеальное место для семьи и детей.

## Персонажи
- Кельвин (англ. Calvin). Автор назвал его в честь философа-теолога XVI века Жана Кальвина (основателя кальвинизма и сторонника божественного предопределения). Кельвин — импульсивный, активный, любопытный и сообразительный молодой человек с неуёмной фантазией. Несмотря на низкие школьные оценки, его словарному запасу могут позавидовать многие взрослые люди, не говоря уж о сверстниках. У Кельвина есть множество альтер эго: капитан космического корабля, супергерой, частный детектив, тираннозавр, птичка-колибри, волк-оборотень, а также другие животные и даже силы природы.[2]
- Хоббс (англ. Hobbes). Хоббс получил своё имя благодаря английскому философу-материалисту XVII века Томасу Гоббсу, основателю политической экономии. С точки зрения большинства героев, Хоббс — просто плюшевая игрушка. Но Кельвин, благодаря своей фантазии, считает его таким же живым, как и он сам. Когда они вдвоём, мы видим Хоббса как высокого, связно говорящего тигра (зимой он даже носит шарфик), но, как только перспектива переключается на кого-то из второстепенных персонажей, он снова становится плюшевым. У Хоббса также есть одна привычка, оставшаяся от его дикой жизни в джунглях — подкрадываться и набрасываться на ничего не подозревающего Кельвина. Хоббс намного разумнее мыслит и часто яснее представляет, каковы будут последствия очередной проделки Кельвина. Но в конце концов, кто будет за них наказан? Конечно Кельвин! Поэтому Хоббс почти никогда не вмешивается.[3]
- Родители Кельвина. Обычные родители из американского среднего класса. Как и многие персонажи второго плана, родители Кельвина достаточно «обычные», здравомыслящие люди, что служит хорошим контрастом для поведения их любимого чада.
- Сьюзи (англ. Susie). Серьёзная и умная девочка, которая живёт неподалёку. Впервые появляется в выпусках комикса как новая ученица в классе Кельвина. В отличие от него, она хорошо себя ведёт и прилежно учится. И фантазия у неё вполне умеренная: обычные дочки-матери и чаепития с куклами. Некоторые считают, что Кельвин и Сьюзи чуть больше, чем друзья. Этим можно объяснить особую изощрённость проделок Кальвина в отношении Сьюзи.
- Мисс Уормвуд (англ. Miss Wormwood). Школьная учительница Кельвина, ещё один разумный представитель «обычного» внешнего мира.
- Розалин (англ. Rosalyn). Старшеклассница, которая присматривает за Кельвином, если вечером родителям куда-нибудь нужно отлучиться. Она, кажется, единственный человек, способный спокойно относиться к фантазиям и проделкам Кельвина. Кельвин её побаивается.
- Мо (англ. Moe). Типичный хулиган. Здоровый, глупый и жестокий. По сравнению с ним Кельвин — гений. В частности, так считает сам Кельвин.

## История создания
Билл Уоттерсон (в миру — Уильям Бойд Уоттерсон II), бывший работник рекламной индустрии, потратил на создание и развитие мира, в котором живут Кельвин и Хоббс, около десяти лет. Комикс печатали через агентство синдикации в разных газетах, и к 1995 году он стал очень популярен и был издан в виде нескольких томов. К этому моменту сам автор, решив, что рассказал уже все истории, вместо очередного выпуска отправил редакторам записку, что больше комиксы рисовать не собирается. Уоттерсон сдержал слово, и больше к рисованию не притрагивался.